# Fachblatt der Raseur-, Friseur- und Perückenmacher-Genossenschaft
Das Fachblatt der Raseur-, Friseur- und Perückenmacher-Genossenschaft war eine österreichische Monatszeitschrift, die zwischen 1907 und 1939 in Wien erschien.